# Kumovîșce, Horohiv
Kumovîșce (în ucraineană Кумовище) este un sat în comuna Novosilkî din raionul Horohiv, regiunea Volînia, Ucraina.

## Demografie
Componența lingvistică a localității Kumovîșce
     Ucraineană (100%)
Conform recensământului din 2001, toată populația localității Kumovîșce era vorbitoare de ucraineană (100%).